# Église Saint-Loup-de-Sens d'Auxon
Pour les articles homonymes, voir Église Saint-Loup.
L'église Saint-Loup-de-Sens est une église située à Auxon, en France.

## Description
En plus de sa Vierge à l'Enfant dite Notre-Dame des Vertus en bois du XIIIe siècle, elle possède un riche mobilier du XVIe : 
- Vierge de pitié de l'école de Chaource[3] en calcaire,
- Christ de pitié[4] en calcaire peint.

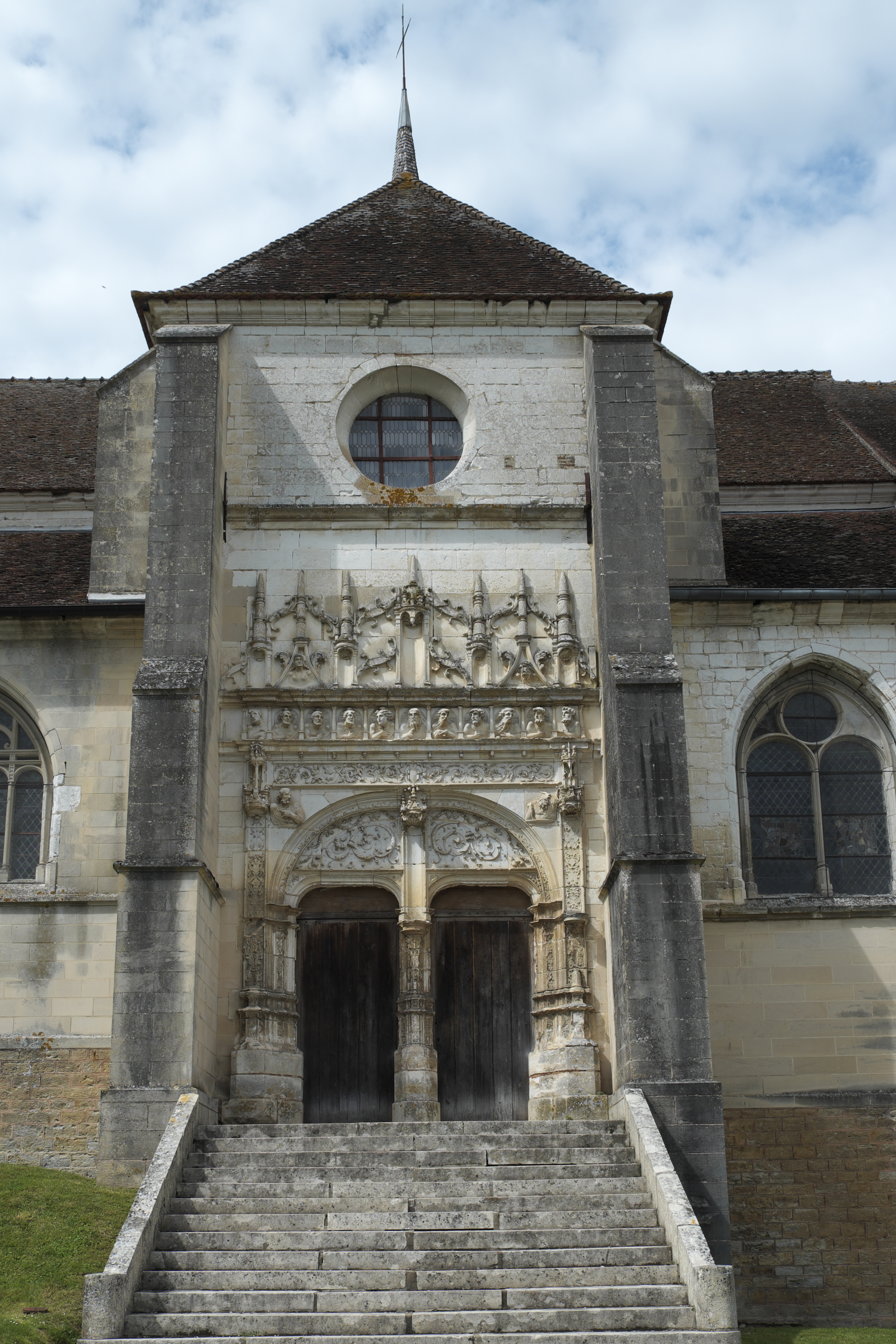
Portail sud.
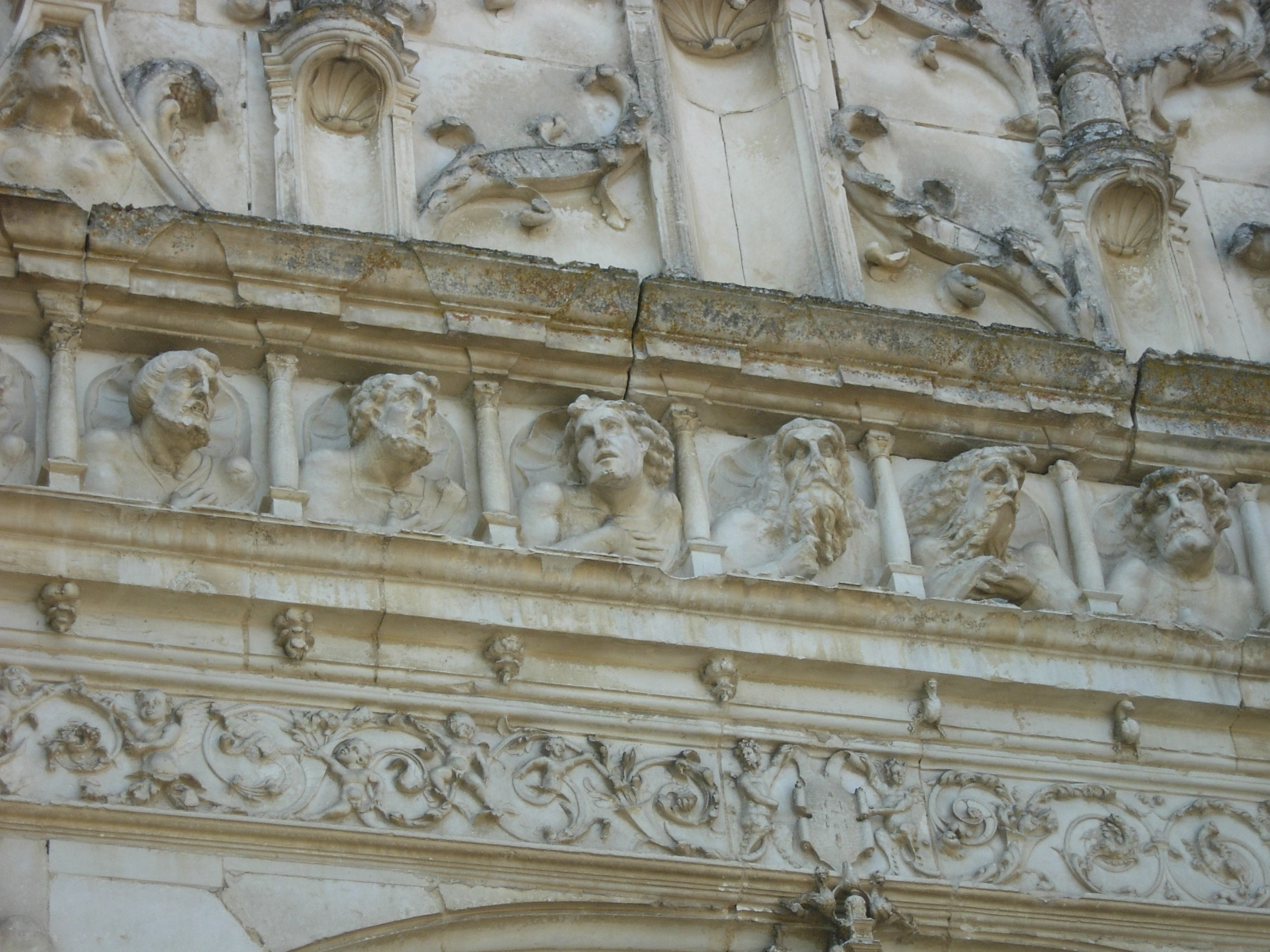
En détail.
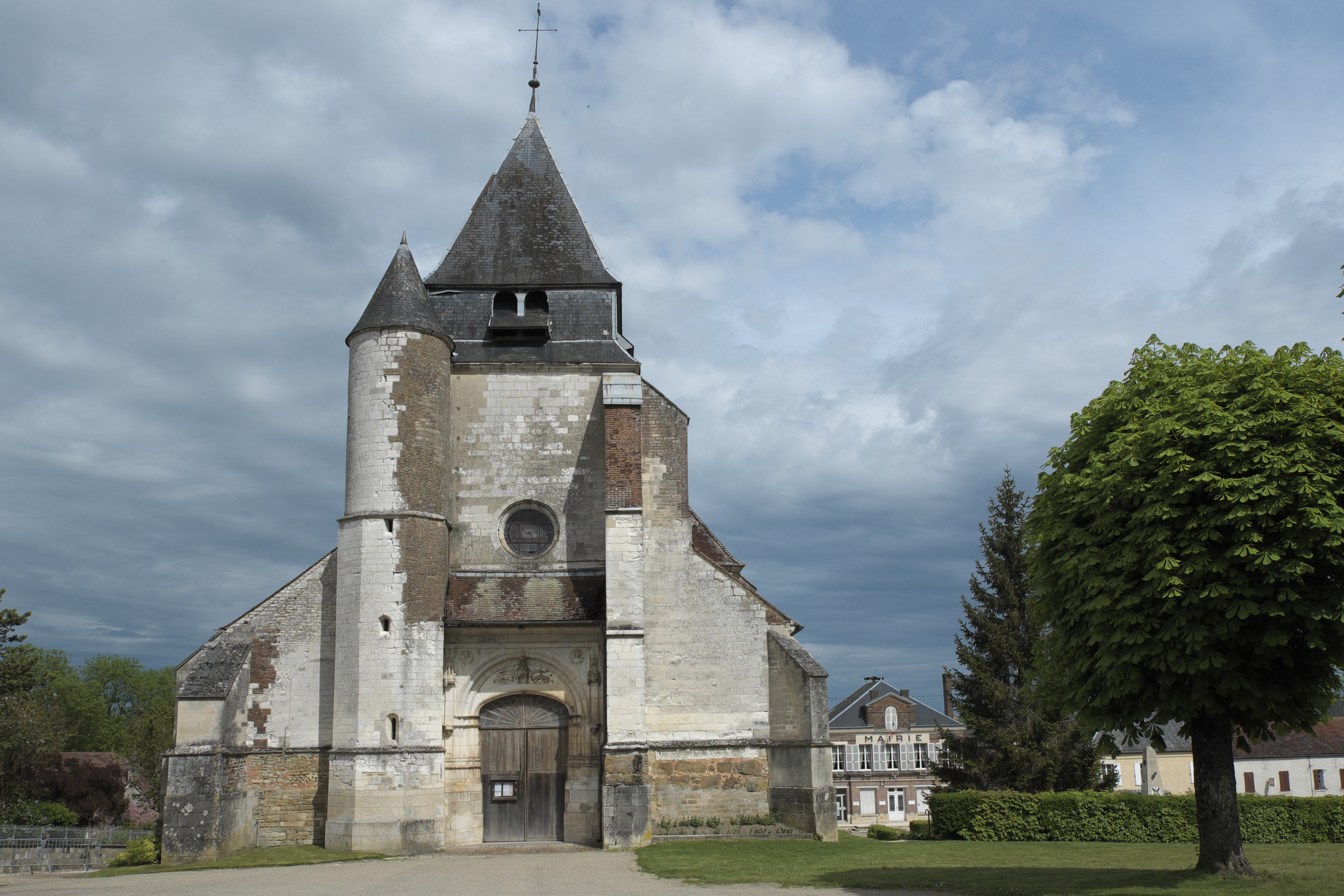
Portail occidental.

## Localisation
L'église est située sur la commune d'Auxon, dans le département français de l'Aube.

## Historique
La cure d'Auxon est consacrée à saint Loup de Sens, cette église était jadis au diocèse de Sens (Yonne), siège d'une cure à la collation de l'abbé de abbaye Saint-Pierre-le-Vif de Sens ; elle recouvrait les hameaux d'Eaux, Puiseaux et Montigny avant que ceux-ci deviennent des paroisses. L'église est citée dès le IXe siècle et placée sous le vocable de saint Pierre. L'église actuelle est commencée par l'est vers 1506, elle fut terminée avant 1550. Portail sud de 1537. Portail ouest de 1540. Voûtes occidentales et tour du XVIIe siècle. 
L'édifice est classé au titre des monuments historiques en 1949.